# Lagana muzika
Lagana muzika (ponekad poznata i kao muzika raspoloženja) je žanr zabavne muzike i radio format koji je bio najpopularniji tokom 1950-ih do 1970-ih. Ona je srodna sa muzikom srednjeg puta (MOR) i obuhvata instrumentalne snimke standarda, hit pesme, ne-rok vokale i instrumentalne obrade izabranih popularnih rok pesama. Ona se uglavnom koncentriše na muziku koja prethodi epohi rokenrola, karakteristično za muziku iz četrdesetih i pedesetih godina 20. veka. Od uglavnom instrumentalnog formata lepe muzike razlikuje se raznovrsnim stilovima, uključujući procenat vokala, aranžmane i tempa, koji su bili podesni za emitovanje tokom različitih delova dana.
Ovaj muzički stil često se meša sa elevatorskom muzikom („Mjuzak“) ili salonskom muzikom. Mada je bio popularan na nekim od istih mesta, namera je bila da se sluša iz uživanja, a ne kao pozadinski zvuk.

## Istorija
Ovaj stil je bio sinoniman za oznaku „sa žicama“. Žičani instrumenti su se koristili u bendovima lagane muzike 1930-ih i bili su dominantan zvučni zapis za filmove holivudskog zlatnog doba. Tokom 1940-ih i 1950-ih žičani instrumenti su se koristili u džezu i zabavnoj muzici. Kao primeri u džez žanra nalaze se snimci Čarlija Parkera nakon Drugog svetskog rata i snimci Kliforda Brauna i Helen Meril iz 1955. godine. Rani primeri muzičara u popularnom kontekstu bili su Dajna Vašington 1951. i Džeki Glison 1952. Tokom 1950-ih upotreba žičanih instrumenata brzo je postala glavna karakteristika žanra lake muzike u razvoju.
Glison, majstor u ovom žanru, čijih su prvih deset albuma stekli status zlatnih, izrazio je nameru da proizvede „muzičke numere koje nikada ne bi smele da budu nametljive, već ugodne“.
Slično tome, 1956. godine Džon Siri stariji je pokušao da koristi harmoniku u kontekstu džez seksteta kako bi stvorio umirujuće raspoloženje idealno za „nizak pritisak” slušanja na svom albumu Squeeze Play. Džeri Mjurad je takođe doprineo muzici, uključujući razne vrste usne harmonike.

## Prijem
Časopisi Bilbord i Rekord Vorld predstavili su singlove za lagano slušanje na nezavisno revidiranim top listama. Generalno dužine od 40 numera, ti singlovi su mapirali programe na stanicama kao što su , Njujork Siti, WWEZ, Sinsinati i KMPC, Los Anđeles. Rekord Vorld je započeo svoje rangiranje 29. januara 1967, a to je okončano početkom 1970-ih. Bilbordova lista lagane muzike je preobražena u lestvicu Savremene odrasle 1979. godine i traje do danas.
Tokom vrhunca ove muzičke forme u 1960-im, nisu bile retke pojave da instrumentalni singlovi lagane muzike izbiju na vrh lestvice Bilboard Hot 100 (i tamo zadrže nekoliko nedelja). 
Lagana muzika je imala rigidne standarde za instrumentaciju, npr. malo ili nimalo saksofona (u to vreme saksofon je bio povezan sa manje istančanim stilovima poput džeza i rokenrola, mada je Bili Von bio izuzetak pravilu), i ograničenja o tome koliko bi se vokalnih komada moglo pustiti u toku sata. Radio format lagane muzike generalno je, mada ne u potpunosti, zamenjen mekim savremenim formatom za odrasle.
Prema Kontinuum enciklopediji svetske popularne muzike, „Javna prominencija i profitabilnost lakog slušanja [u posleratnim godinama] doveli su do tesne povezanosti sa takozvanim ’Istablišmentom’, koji je vremenom demonizovala rok kontrakultura.” U Kristgauvom vodiču za ploče: Rok albumi sedamdesetih (1981), rok kritičar Robert Kristgau navodi da je „poluklasična muzika sistematsko razvodnjavanje preferencija visokog ukusa”.

## Pevači lagane muzike
Pevači lagane muzike imaju dugu istoriju koja seže do decenija ranog dvadesetog veka. U ovom muzičkom žanru su bili popularni vokali poput Perija Koma, Frenka Sinatre, Binga Krozbija, Dina Martina, Tonija Beneta, Dione Vorvik, Bila Kenija, Aštrud Žilberte, Mata Monra, Karpentersa i mnogih drugih. Tada je nastao pomalo podrugljiv termin salonski gušter, a manje poznati salonski pevači često su bili ismevani kao dinosaurusi prošlih era i parodirani zbog svog predanog isporučivanja standarda.
Početkom 1990-ih, oživljavanje salona bilo je u punom jeku i uključivalo je grupe poput Combustible EdisonKombastibl Edison, Lav Džons, Kokteli, Pink Martini i Najtkaps. Alternativni bend Stereolab demonstrirao je uticaj salona izdanjima poput Space Age Bachelor Pad Music i Ultra-Lounge serijom salonskih muzičkih albuma. Salonski stil bio je direktna kontradikcija sa grandž muzici koja je dominirala u tom periodu.

## Literatura
- Borgerson, Janet and Jonathan Schroeder (2017). Designed for Hi-Fi Living: The Vinyl LP in Midcentury America. ISBN 978-0-2620-3623-8. Cambridge, Massachusetts: MIT Press.
- Keightley, Keir (2012). „Easy-Listening”.  Ур.: Shepherd, John; Horn, David. Continuum Encyclopedia of Popular Music of the World Volume 8: Genres: North America. A&C Black. ISBN 978-1-4411-4874-2.
- Lanza, Joseph;  . (2008).  DJ Spooky That Subliminal Kid, ур. Sound Unbound:Sampling Digital Music and Culture. Cambridge, Massachusetts: MIT Press. ISBN 978-0-262-26646-8.[потребан је пун навод]
- Musiker, Naomi; Musiker, Reuben (2014). Conductors and Composers of Popular Orchestral Music: A Biographical and Discographical Sourcebook. Routledge. ISBN 978-1-135-91770-8.
- Adorno, Theodor W., (1942) "On Popular Music", Institute of Social Research.
- Bell, John L., (2000). The Singing Thing: A Case for Congregational Song. GIA Publications. ISBN 1-57999-100-9.
- Bindas, Kenneth J., (1992) America's Musical Pulse: Popular Music in Twentieth-Century Society, Praeger.
- Clarke, Donald, (1995) The Rise and Fall of Popular Music, St Martin's Press.
- Dolfsma, Wilfred, (1999). Valuing Pop Music: Institutions, Values and Economics. Eburon.
- Dolfsma, Wilfred, (2004). Institutional Economics and the Formation of Preferences: The Advent of Pop Music. Edward Elgar Publishing.
- Frith, Simon, Straw, Will, Street, John, eds, , (2001). The Cambridge Companion to Pop and Rock. Cambridge University Press.,
- Frith, Simon (2004). Popular Music: Critical Concepts in Media and Cultural Studies. Routledge.
- Gillett, Charlie, (1970). The Sound of the City. The Rise of Rock and Roll. Outerbridge & Dienstfrey.
- Hatch, David and Stephen Millward, (1987). From Blues to Rock: an Analytical History of Pop Music. Manchester University Press. ISBN 0-7190-1489-1.
- Johnson, Julian, (2002). Who Needs Classical Music?: Cultural Choice and Musical Value. Oxford University Press. ISBN 0-19-514681-6.
- Kent, Jeff, (1983). The Rise and Fall of Rock. Witan Books. ISBN 0-9508981-0-4.
- Lonergan, David F., (2004). Hit Records, 1950–1975. Scarecrow Press. ISBN 0-8108-5129-6.
- Maultsby, Portia K., (7907) Intra- and International Identities in American Popular Music, Trading Culture.
- Middleton, Richard, (1990). Studying Popular Music. Open University Press..
- Negus, Bob, (1999). Music Genres and Corporate Cultures. Routledge. ISBN 0-415-17399-X.
- Pleasants, Henry (1969) Serious Music and All That Jazz, Simon & Schuster.
- Roxon, Lillian, (1969). Rock Encyclopedia. Grosset & Dunlap.
- Shuker, Roy, (2002). Popular Music: The Key Concepts. Routledge. ISBN 0-415-28425-2., (2nd edn.) .
- Starr, Larry & Waterman, Christopher, (2002). American Popular Music: From Minstrelsy to MTV. Oxford University Press..
- Watkins, S. Craig, (2005). Hip Hop Matters: Politics, Pop Culture, and the Struggle for the Soul of a Movement. Beacon Press. ISBN 0-8070-0982-2.
- D. Hatch and S. Millward (1987). From Blues to Rock: an Analytical History of Pop Music. Manchester: Manchester University Press. ISBN 0-7190-1489-1.., , p. 1.
- R. Serge Denisoff and William L. Schurk (1986). Tarnished Gold: the Record Industry Revisited. New Brunswick, NJ: Transaction Publishers, 3rd edn. ISBN 0-88738-618-0..,
- Moore, Allan F. (2016). Song Means: Analysing and Interpreting Recorded Popular Song. Routledge. ISBN 978-1-317-05265-4.
- J. Simpson and E. Weiner. Oxford English Dictionary. ISBN 0-19-861186-2.. Oxford: Oxford University Press. 1989. Недостаје или је празан параметар |title= (помоћ).
- D. Hatch and S. Millward (1987). From Blues to Rock: an Analytical History of Pop Music. ISBN 0-7190-1489-1.,
- Carr, Ian; Fairweather, Digby; Priestley, Brian (2004). The Rough Guide to Jazz. Rough Guides. стр. 102. ISBN 1-84353-256-5.

## Spoljašnje veze
- Lamb, Bill (29. 9. 2018). „What Is Pop Music?”. ThoughtCo. Архивирано из оригинала 17. 04. 2019. г. Приступљено 25. 12. 2020.